# Sigismund von Storchenau
Sigismund Maria Laurentius von Storchenau SJ (* 14. August 1731 in Hollenburg bei Köttmannsdorf; † 13. April 1797 in Klagenfurt am Wörthersee) war ein österreichischer Jesuit, Philosoph, Theologe und Autor. Bekannt war er auch unter den Namen Sigmund von Storchenau oder Sigismundus von Storchenau.

## Leben
Sigismund von Storchenau wurde am 14. August – fälschlicherweise auch oft 15. oder 17. August – 1731 als Sohn des 1708 in den Adelsstand gehobenen Franz Sigmund Storchmann (ab 1708 Franz Sigmund Storchmann von Storchenau bzw. Franz Sigmund von Storchenau), dem damaligen Pfleger der Dietrichstein’schen Herrschaft Hollenburg und dessen zweiter Frau Maria Theresia (geborene Regatschnigg) in Hollenburg bei Köttmannsdorf geboren und am 17. August 1731 auf den Namen Sigismund Maria Laurentius getauft. Mit 16 Jahren trat Sigismund am 31. Oktober 1747 in den Jesuitenorden ein und blieb in diesem bis zu dessen Auflösung 1773. Nach seiner abgelegten Profess im Jahre 1759 wurde er nach Studien in Leoben und Wien Magister der Philosophie und ging nach zweijähriger Lehrtätigkeit am Wiener Kolleg und am Klagenfurter Gymnasium zum Theologiestudium nach Wien. Er erlangte die theologische Doktorwürde und wurde bald darauf als Hochschullehrer eingesetzt. Ab 1762, damals 30-jährig, übernahm er die Lehrkanzel der Logik und Metaphysik am Wiener Jesuitenkolleg, der heutigen Universität Wien, an dem er bis zur Ordensaufhebung über ein Jahrzehnt lang wirkte. Nach 1763 wurde er zudem Professor für Philosophie. Nach der Aufhebung des Jesuitenordens durch Papst Clemens XIV. im Juli 1773 kehrte Sigismund von Storchenau wieder in seine Kärntner Heimat zurück, wo seine Mutter noch immer lebte. Bei dieser zog er in dasselbe Kämmerchen, das er bereits als Student bewohnt hatte, ein. Trotz der Auflösung des Ordens befolgte er weiterhin die Ordensregeln und machte sich in dieser Zeit mit wissenschaftlichen Arbeiten und der Ausübung wohltätiger Handlungen verdient.
Als die Erzherzogin Maria Anna wenige Monate nach dem Tod ihrer Mutter Maria Theresia nach Klagenfurt überzogen war, wurde Pater Sigismund zu ihrem Hofprediger ernannt und blieb dies bis zu ihrem Ableben im Jahre 1789. Danach kehrte er wieder in seine klösterliche Abgeschiedenheit zurück, in der er am 13. April 1797 – fälschlicherweise auch oft 1798 – in Klagenfurt im Alter von 65 Jahren starb. Bis zu seinem eigenen Ableben war Sigismund von Storchenau schriftstellerisch tätig gewesen. Neben diversen im Buchformat erschienenen Schriften und Werken schrieb er für die Beyträge zu verschiedenen Wissenschaften von österreichischen Gelehrten (1775) die Abhandlung Ueber die Trägheit der Materie, insoferne sie die Fähigkeit zu denken ausschließt. Kurz vor seinem Tod übersetzte er Considérations propres à faire naître et à entretenir l’amour divin dans nos coeurs, ein Werkt von Vincent Huby vom Französischen ins Deutsche. Als Hauptwerk von Storchenau gilt Philosophie der Religion, das er von 1773 bis 1781 in sieben Teilen veröffentlichte und das von 1785 bis 1789 und 1803 in neuen Auflagen abermals erschien. Eine seiner Schriften, Der Glaube der Christen, wie er seyn soll, die 1792 erschien, wurde auch ins Niederländische und ins Französische übersetzt.
Im 10. Klagenfurter Stadtbezirk St. Peter ist mit Gemeinderats- bzw. Stadtratsbeschluss vom 29. Juni 1994 die nur wenige Hausnummern umfassende Storchenaugasse nach ihm benannt.

## Werke (Auswahl)

### Schriften (im Buchformat)
- Institutiones logicae (Wien 1760; weitere Auflagen; 8°) – in Venedig entstanden hierzu unberechtigte Nachdrucke im Duodezformat (12°)
- Institutiones metaphysicae Partes quatuor (Wien 1769; 2. Auflage 1777; 8º maj.) – in Venedig entstanden hierzu unberechtigte Nachdrucke im Duodezformat (12°)
- Grundsätze der Logik (Augsburg 1774; 8°)
- Die Philosophie der Religion, 1. bis 7. Teil (Augsburg 1773–1781; weitere Auflagen 1785–1789 und Wien 1803; 8°)
- Angaben zur Philosophie der Religion, 1. bis 5. Teil (Augsburg 1785–1789; 8°)
- Tractatus de religione et theologia naturali desumtus (Wien 1786; Anton Doll Verlag; 8°)
- Geistliche Reden auf alle Sonntage des Jahres. Gehalten vor Ihrer kaiserlichen Hoheit der Erzherzogin Marianne zu Klagenfurt (Augsburg 1786; vier Bände; 8°)
- L. T. Spittler’s Grundriss der christlichen Kirche. Mit einer Vorrede (Wien 1790; 8°) – eigentlich eine Widerlegung des Spittler’schen Buches aus dem Jahr 1782
- Seltenere Urkunden aus dem inneren Archive der Religionsphilosophie (Augsburg 1791; 8°)
- Der Glaube der Christen, wie er seyn soll. Ein philosophisch-theologisch-moralisch-praktisches Werk (Augsburg 1792; 8°)
- Die Moral des Christen, wie sie seyn soll. In geistlichen Reden auf alle Festtage des Jahres eingekleidet (1. Band: Augsburg 1793, 2. Band (Reden auf die Feste U. L. Frau): Augsburg 1794, 3. und 4. Band (Reden auf die Festtage der Heiligen): Augsburg 1795 und 1796; alle 8°) – Die ersten beiden Bände erschienen auch in lateinischer Übersetzung durch A. F. Olten unter dem Titel Sermones sacri in omnes totius anni dominicas, tomi duo (Posonii 1806, Schwaiger [Eggenberger]; 8°).

### Beiträge
- Ueber die Trägheit der Materie, insoferne sie die Fähigkeit zu denken ausschließt In: Beyträge zu verschiedenen Wissenschaften von österreichischen Gelehrten (Wien 1775; 8°)

### Übersetzungen
- Considérations propres à faire naître et à entretenir l’amour divin dans nos coeurs von Vincent Huby (vom Französischen ins Deutsche)